# Românești (okręg Jassy)
Românești – wieś w Rumunii, w okręgu Jassy, w gminie Românești. W 2011 roku liczyła 921 mieszkańców.